# Polistes
Polistes là một chi vò vẽ trong họ Vespidae. Chúng là là các loài vò vẽ quen thuộc nhất và là loại vò vẽ giấy phổ biến nhất ở Bắc Mỹ. Đây cũng là chi lớn nhất trong họ Vespidae, với hơn 300 loài và phân loài được công nhận. Sở thích bẩm sinh của họ đối với các địa điểm xây dựng tổ khiến chúng thường xây dựng tổ trên môi trường sống của con người, nơi chúng có thể rất không được chào đón; mặc dù nhìn chung không hung dữ, chúng có thể bị khiêu khích bảo vệ tổ của chúng. Tất cả các loài là động vật ăn thịt và chúng có thể tiêu thụ một số lượng lớn sâu bướm, trong đó chúng được coi là có lợi. Vò vẽ giấy châu Âu, Polistes dominula, được du nhập vào Mỹ khoảng năm 1981 và đã nhanh chóng lan rộng ra hầu hết đất nước, trong hầu hết các trường hợp thay thế các loài bản địa trong vòng vài năm.

## Loài
- Polistes actaeon
- Polistes adelphus
- Polistes adustus
- Polistes affinis
- Polistes africanus
- Polistes albicinctus
- Polistes albocalcaratus
- Polistes angulinus
- Polistes angusticlypeus
- Polistes annularis
- Polistes apachus
- Polistes apicalis
- Polistes aquilinus
- Polistes arizonensis
- Polistes arthuri
- Polistes assamensis
- Polistes associus
- Polistes asterope
- Polistes aterrimus
- Polistes atrimandibularis
- Polistes atrox
- Polistes aurifer
- Polistes badius
- Polistes bahamensis
- Polistes balder
- Polistes bambusae
- Polistes bellicosus
- Polistes bequaertellus
- Polistes bequaerti
- Polistes bequaertianus
- Polistes bicolor
- Polistes biglumis
- Polistes biguttatus
- Polistes billardieri
- Polistes binotatus
- Polistes bischoffi
- Polistes bituberculatus
- Polistes boharti
- Polistes brevifissus
- Polistes buruensis
- Polistes buyssoni
- Polistes callimorphus
- Polistes canadensis
- Polistes candidoi
- Polistes capnodes
- Polistes carnifex
- Polistes carolina
- Polistes cavapyta
- Polistes cavapytiformis
- Polistes chinensis
- Polistes cinerascens
- Polistes claripennis
- Polistes clavicornis
- Polistes comanchus
- Polistes consobrinus
- Polistes contrarius
- Polistes crinitus
- Polistes cubensis
- Polistes davillae
- Polistes dawnae
- Polistes deceptor
- Polistes defectivus
- Polistes delhiensis
- Polistes diabolicus
- Polistes diakonovi
- Polistes dominicus
- Polistes dominula
- Polistes dorsalis
- Polistes ebsohinus
- Polistes eburneus
- Polistes elegans
- Polistes ellenbergi
- Polistes ephippium
- Polistes erythrinus
- Polistes erythrocephalus
- Polistes exclamans
- Polistes extraneus
- Polistes facilis
- Polistes fastidiosus
- Polistes ferreri
- Polistes flavobilineatus
- Polistes flavus
- Polistes fordi
- Polistes formosanus
- Polistes franciscanus
- Polistes fuscatus
- Polistes gallicus
- Polistes geminatus
- Polistes gigas
- Polistes goeldii
- Polistes haugi
- Polistes hebridensis
- Polistes helveticus
- Polistes hirsuticornis
- Polistes horrendus
- Polistes huacapistana
- Polistes huisunensis
- Polistes humilis
- Polistes incertus
- Polistes indicus
- Polistes infuscatus
- Polistes instabilis
- Polistes intermedius
- Polistes iranus
- Polistes japonicus
- Polistes jokahamae
- Polistes kaibabensis
- Polistes khasianus
- Polistes laevigatissimus
- Polistes lanio
- Polistes lateritius
- Polistes latinis
- Polistes legnotus
- Polistes lepcha
- Polistes lineonotus
- Polistes loveridgei
- Polistes lycus
- Polistes macrocephalus
- Polistes madecassus
- Polistes madiburensis
- Polistes major
- Polistes major major
- Polistes mandarinus
- Polistes maranonensis
- Polistes marginalis
- Polistes meadeanus
- Polistes melanopterus
- Polistes melanosoma
- Polistes melanotus
- Polistes mertoni
- Polistes metricus
- Polistes mexicanus
- Polistes minor
- Polistes moraballi
- Polistes myersi
- Polistes mysteriosus
- Polistes niger
- Polistes nigrifrons
- Polistes nigrifrons
- Polistes nigritarsis
- Polistes nimpha
- Polistes ninabamba
- Polistes nipponensis
- Polistes notatipes
- Polistes obscurus
- Polistes occipitalis
- Polistes occultus
- Polistes oculatus
- Polistes olivaceus
- Polistes opacus
- Polistes ornatus
- Polistes pacificus
- Polistes palmarum
- Polistes paraguayensis
- Polistes parametricus
- Polistes penai
- Polistes penthicus
- Polistes perflavus
- Polistes perplexus
- Polistes peruvianus
- Polistes philippinensis
- Polistes poeyi
- Polistes praenotatus
- Polistes pseudoculatus
- Polistes quadricingulatus
- Polistes ridleyi
- Polistes riekii
- Polistes riparius
- Polistes rossi
- Polistes rothneyi
- Polistes rubellus
- Polistes rubiginosus
- Polistes rufidens
- Polistes rufiventris
- Polistes rufodorsalis
- Polistes sagittarius
- Polistes santoshae
- Polistes satan
- Polistes saussurei
- Polistes schach
- Polistes semenowi
- Polistes semiflavus
- Polistes sgarambus
- Polistes shirakii
- Polistes sikorae
- Polistes similis
- Polistes simillimus
- Polistes simulatus
- Polistes smithii
- Polistes snelleni
- Polistes stabilinus
- Polistes stenopus
- Polistes stigma
- Polistes strigosus
- Polistes subsericeus
- Polistes sulcifer
- Polistes takasagonus
- Polistes tenebricosus
- Polistes tenellus
- Polistes tenuispunctia
- Polistes tepidus
- Polistes testaceicolor
- Polistes thoracicus
- Polistes torresae
- Polistes tristis
- Polistes tullgreni
- Polistes utakwae
- Polistes variabilis
- Polistes veracrucis
- Polistes versicolor
- Polistes wattii
- Polistes watutus
- Polistes weyrauchorum
- Polistes williamsi
- Polistes xanthogaster
- Polistes xantholeucus